# Краснобудский
Краснобудский (бел. Краснабудскі) — посёлок в Чеботовичском сельсовете Буда-Кошелёвского района Гомельской области Белоруссии.

## География

### Расположение
В 21 км на юго-запад от районного центра и железнодорожной станции Буда-Кошелёвская (на линии Жлобин — Гомель), 48 км от Гомеля.

## Транспортная сеть
Транспортные связи по просёлочной, затем автомобильной дороге Жлобин — Гомель. Планировка состоит из прямолинейной улицы, ориентированной с юго-запада на северо-восток и застроенной деревянными домами усадебного типа.

## История
Основан в начале XX века переселенцами с соседних деревень. В 1929 году жители деревни вступили в колхоз. В 1959 году в составе совхоза «Чеботовичи» (центр — деревня Чеботовичи).

## Население

### Численность
- 2004 год — 13 хозяйств, 23 жителя.

### Динамика
- 1926 год — 15 дворов, 87 жителей.
- 1959 год — 101 житель (согласно переписи).
- 2004 год — 13 хозяйств, 23 жителя.